# Kika (Benin)
Kika è un arrondissement del Benin situato nella città di Tchaourou (dipartimento di Borgou) con 26.047 abitanti (dato 2006).